# 한국항공협회
한국항공협회(韓國航空協會, Korea Civil Aviation Association, KCA)는 항공진흥을 위한 조사연구 및 항공기술정보의 수집 · 분석 · 보급을 통하여 항공안전에 기여하고, 항공업계의 육성발전을 위한 사업시행으로 공동의 이익을 증진하기 위해 설립된 특수법인이다. 서울특별시 강서구 하늘길 38, 김포공항 국제선 청사315호에 있다.

## 설립 근거
- 항공사업법 제68조[2]

## 주요 업무
- 항공운송사업 등의 발전을 위한 업무
- 항공진흥을 위한 조사연구 및 홍보
- 공항시설의 운영개선에 관한 사항
- 항공운송사업 등의 종사자 육성 및 지원
- 항공통계 및 자료의 발간
- 항공운송사업 등의 경영개선과 지도에 관한 업무
- 외국의 항공제도 조사연구
- 외국 항공기관과의 국제협력 촉진에 관한 업무
- 항공진흥을 위한 정책대안 개발 및 대정부 건의
- 항공진흥을 위한 연구용역사업
- 항공안전에 관한 조사연구
- 국토교통부장관 및 회원사가 위탁하는 업무의 수행
- 협회의 고유목적을 달성하는데 필요하며 그의 본질에 반하지 아니하는 수익사업수행

## 연혁
- 1991년 12월 14일 항공법 제143조에 설립근거 입법
- 1992년 8월 19일 설립발기
- 1992년 10월 28일 창립총회
- 1992년 11월 18일 한국항공진흥협회 설립
- 2001년 11월 27일 인천국제공항공사 정회원가입
- 2017년 4월 13일 명칭변경(한국항공협회)

## 조직

### 한국항공협회장
- 이사회
- 총회

#### 상근부회장

##### 총괄본부장
- 기획정책실
- 항공연구실
- 항공산업정보실
- 항공인력개발센터

## 회원사
- 한국공항공사
- 인천국제공항공사
- 대한항공
- 아시아나항공

## 같이 보기
- 한국항공대학교